# Gällav
Gällav, Pseudevernia furfuracea, är en lav som växer på trädstammar och grenar, men ibland även på sten. Speciellt förekommer den på björk, gran och tall. Gällaven är en busklav, det vill säga att den har ett buskformigt växtsätt. Ett kännetecken är att bålens undersida är svart och översidan ljust gråaktig. Den snarlika slånlaven har både ljus undersida och översida. Gällav har stiftliknande isidier (utskott för asexuell förökning), men det är sällan den har apothecier.